# Kiwoku
Singles de Every Little Thing
Jump
(2001) Sasayaka na Inori
(2002)
Kiwoku ou Kioku (キヲク) est le 20e single du groupe japonais Every Little Thing.

## Présentation
Le single sort le 15 mai 2002 au Japon sur le label Avex Trax, neuf mois après le précédent single du groupe, Jump. Il atteint la 4e place du classement des ventes hebdomadaire de l'Oricon, et reste classé pendant huit semaines, se vendant à 136 970 exemplaires.
Le single contient deux chansons, leurs versions instrumentales, et une version remixée de chacune d'elles. La chanson-titre Kiwoku a été utilisée comme générique du drama  Shiawase no Shippo.  Elle figurera sur le cinquième album du groupe, Many Pieces qui sortira un an plus tard, puis sur ses compilations Every Best Single 2 de 2003, 14 Message: Every Ballad Songs 2 de 2007, et Every Best Single - Complete de 2009. 
La chanson en "face B", Time Trip ~Boku ga Boku de Aru Tame ni~, a été utilisée comme thème musical pour une publicité de la marque Kanebo ; elle ne figurera sur aucun album.

## Liste des pistes
Toutes les paroles sont écrites par Kaori Mochida.
| CD    | CD                                                                       | CD                                   | CD    | CD | CD | CD | CD | CD | CD |
| No    | Titre                                                                    | Musique / Arrangements               | Durée |    |    |    |    |    |    |
| ----- | ------------------------------------------------------------------------ | ------------------------------------ | ----- | -- | -- | -- | -- | -- | -- |
| 1.    | Kiwoku (キヲク)                                                          | Kazuhito Kikuchi / Akira Murata, ELT | 5:24  |    |    |    |    |    |    |
| 2.    | Time Trip ~Boku ga Boku de Aru Tame ni~ (time trip ~僕が僕であるために~) | Kaori Mochida / Akira Murata, ELT    | 4:12  |    |    |    |    |    |    |
| 3.    | Kiwoku -Cbsmgrfc Fatback Mix- (キヲク ...)                               | Remix : Cubismo Grafico              | 5:55  |    |    |    |    |    |    |
| 4.    | Time Trip (...) -Sunaga't Experience Du Jazz Remix-                      | Remix : Sunaga T Experience          | 5:03  |    |    |    |    |    |    |
| 5.    | Kiwoku (Instrumental) (キヲク ...)                                       |                                      | 5:24  |    |    |    |    |    |    |
| 6.    | Time Trip ~Boku ga Boku de Aru Tame ni~ (Instrumental)                   |                                      | 4:12  |    |    |    |    |    |    |
| 30:10 |                                                                          |                                      |       |    |    |    |    |    |    |